# Kraken III
Kraken III es el nombre del tercer álbum de estudio del grupo de heavy metal colombiano Kraken. Fue lanzado al mercado el 4 de septiembre de 1990 a través de Sonolux. El primer sencillo del álbum fue «Rostros ocultos». Su segundo sencillo fue «Lágrimas de fuego». Este álbum confirmó la tendencia progresiva de la banda, que ofreció una identidad al grupo y un concepto de lo que sería Kraken a futuro. Jaime Ochoa Lalinde después de haber sido un músico invitado en el álbum anterior (Kraken II) entra a ser parte de la alineación de la banda en este álbum.

## Lista de canciones
| N.º | Título                   | Duración |  |
| 1.  | «Hijos del sur»          | 03:49    |  |
| 2.  | «Rostros ocultos»        | 05:08    |  |
| 3.  | «Imperios de soledad»    | 03:36    |  |
| 4.  | «Seres de barro y miedo» | 05:58    |  |
| 5.  | «Residuo social»         | 04:24    |  |
| 6.  | «Instrumental»           | 00:37    |  |
| 7.  | «Lágrimas de fuego»      | 06:08    |  |
| 8.  | «Razones desnudas»       | 04:14    |  |
| 9.  | «Eres profecía»          | 05:25    |  |

## Músicos
- Elkin Ramírez: Voz líder.
- Hugo Restrepo: Guitarras.
- Jorge Atehortua: Bajo eléctrico.
- Gonzalo Vásquez: Batería.
- Jaime Ochoa Lalinde: Teclados, coros.